# Meló coreà
El meló coreà o chamoe (en coreà: 참외, literalment "veritable meló"), també conegut com a meló oriental, és un tipus de meló cultivat a la Àsia de l'Est.

## Producció
En 2017 a Corea del Sud, 41.943 hectàrees de terra es van utilitzar per al cultiu, produint prop de 166.281 tones de melons coreans. El comtat de Seongju, a la província de Gyeongsang del Nord, és famós per ser el centre de cultiu de meló coreà, amb granges de la regió que representen un 70% de la producció total del país.

## Consum
El meló fresc, amb pell fina i llavors petites, es pot menjar sencer. És notablement menys dolç que les varietats occidentals de meló, i consta d'un 90% d'aigua. Té un gust que ha estat descrit com a barreja de meló i cogombre.
La fruita és bastant consumida a Corea, on es considera una fruita representativa de l'estiu. En la cuina coreana, els melons també s'escabetxen per fer una menja que s'anomena jangajji.

## En la cultura
Els números 94 i 114 dels Tresors nacionals de Corea es formen en forma de meló coreano.

## Galeria

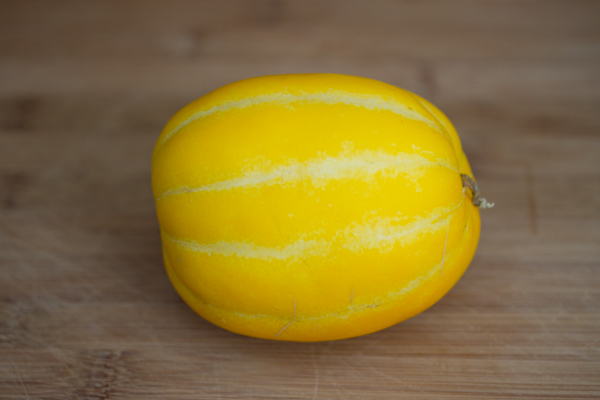
Meló coreà
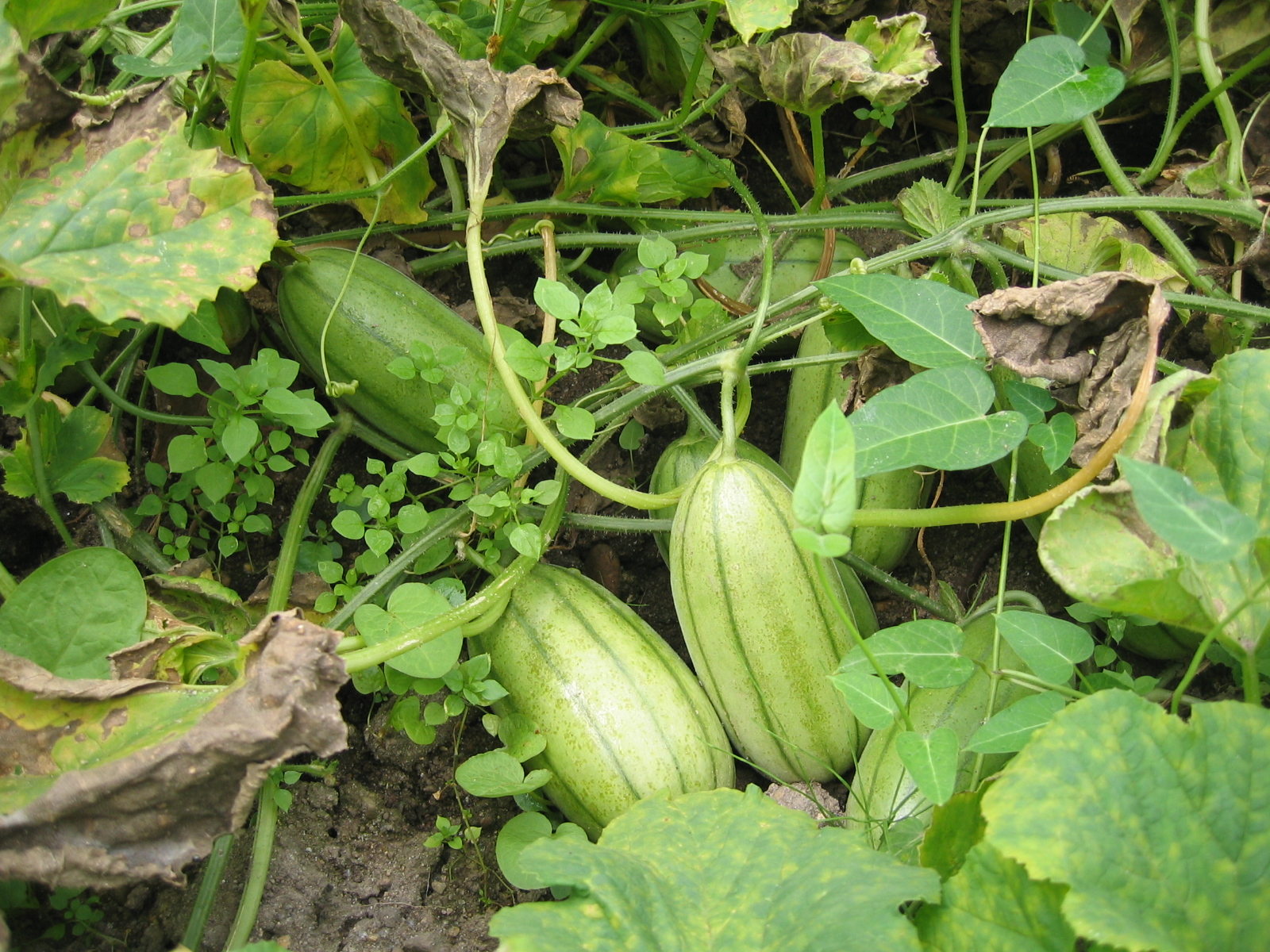
Melons verds
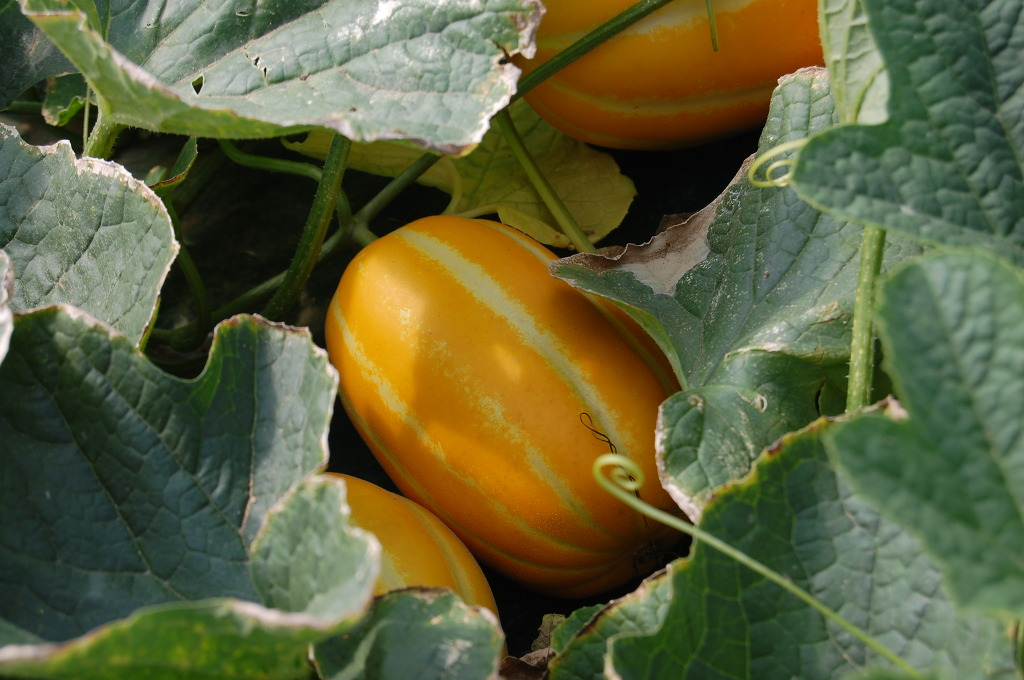
Melons madurs
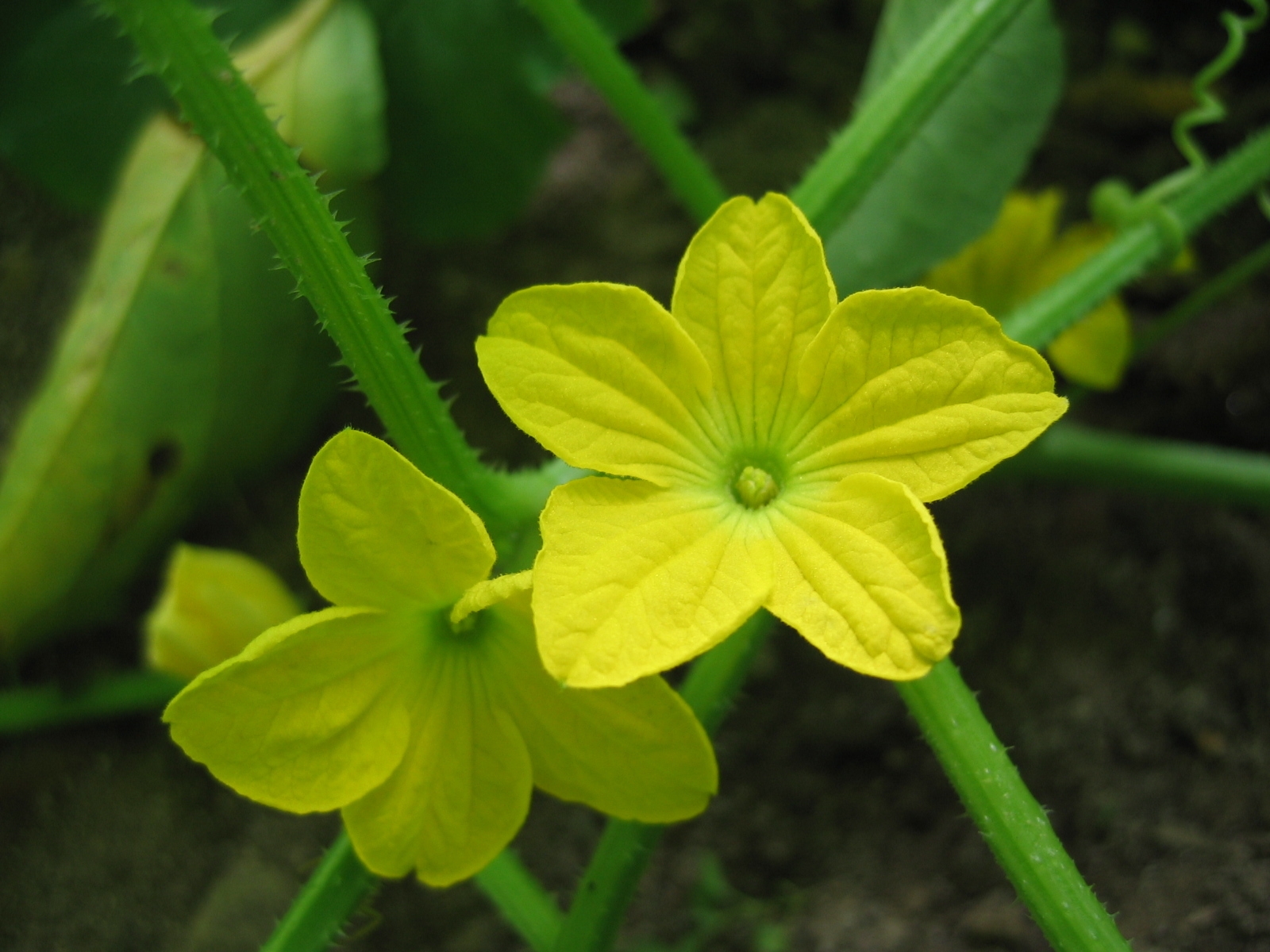
Flors
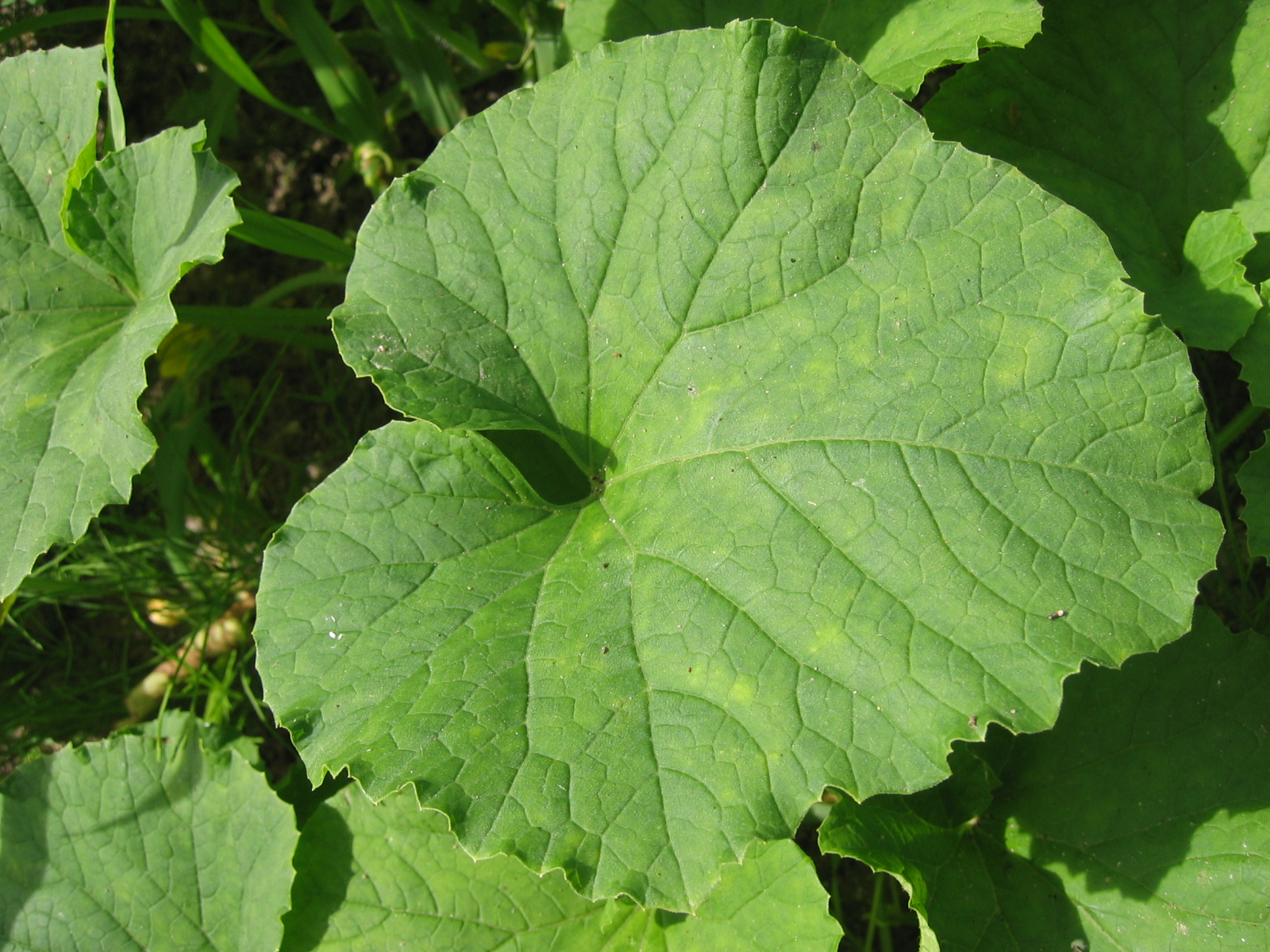
Fulles
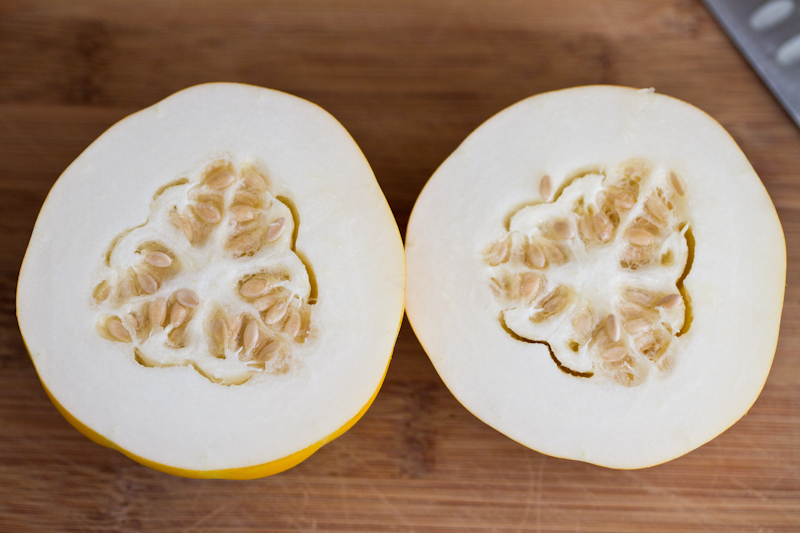
Secció transversal
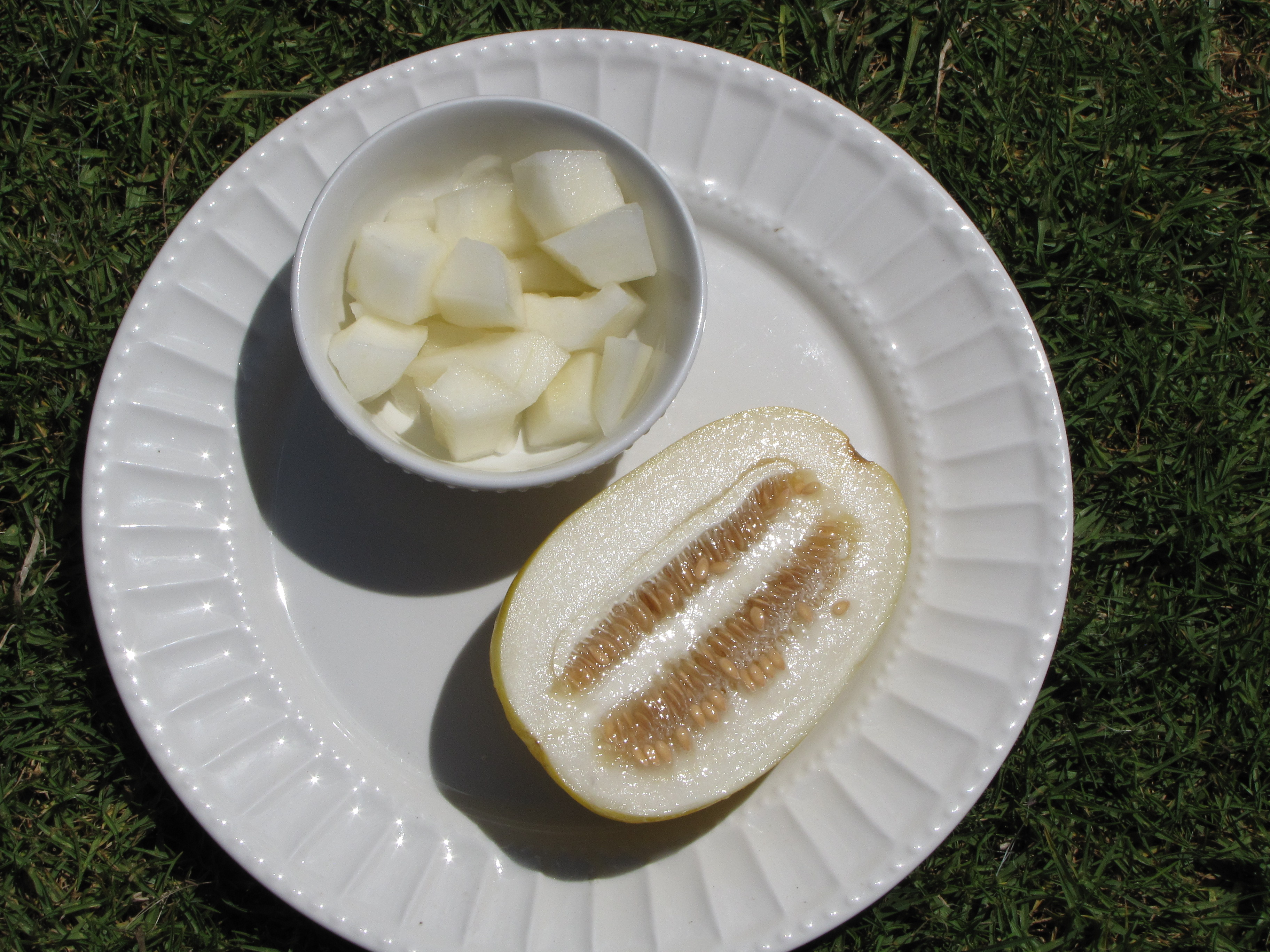
Secció longitudinal
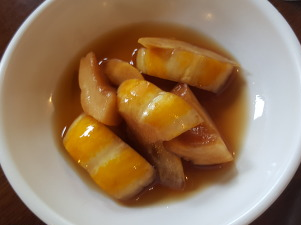
Chamoe-jangajji
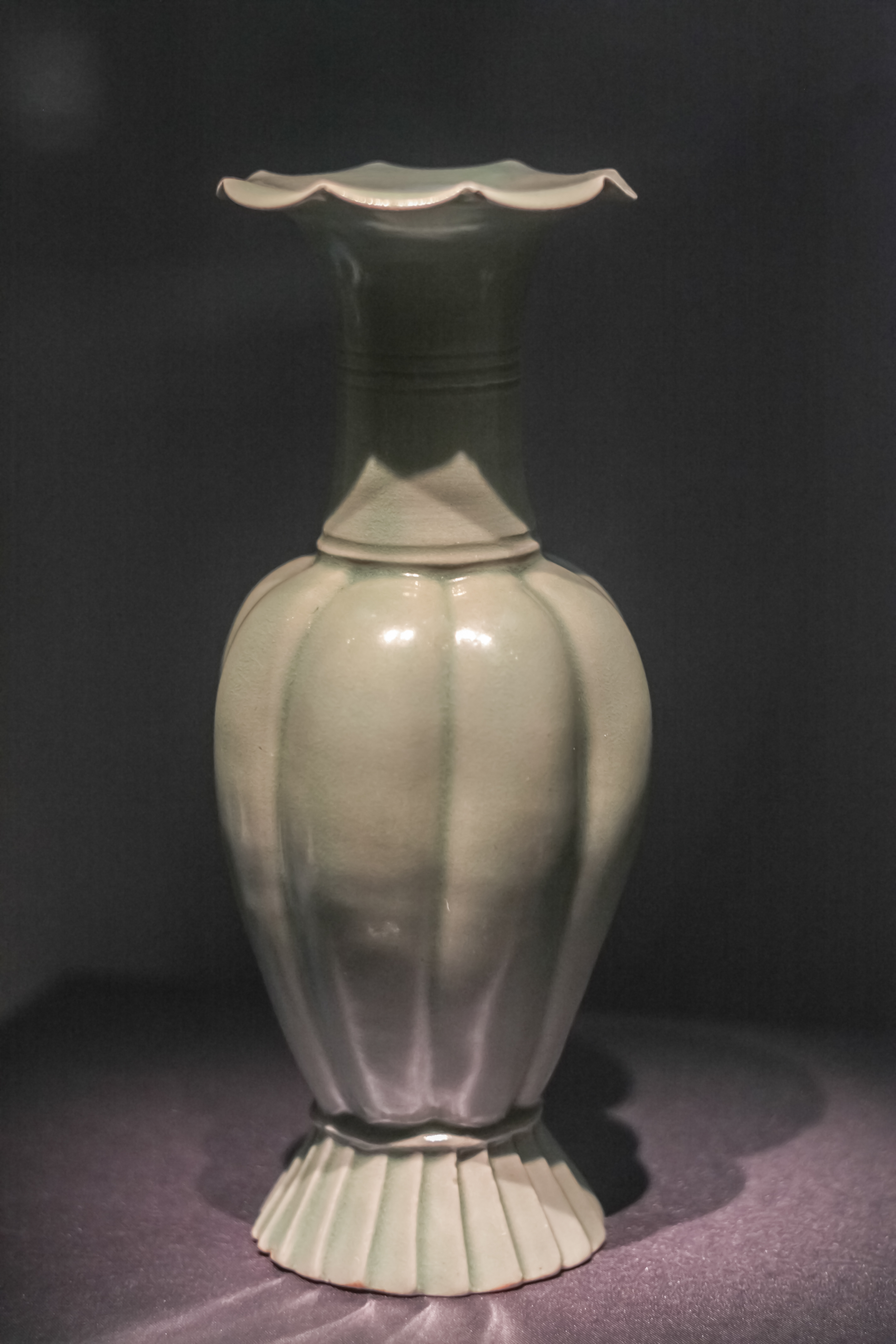
Ampolla celadon en forma de meló, de Goryeo (918–1392), al Museu Nacional de Corea
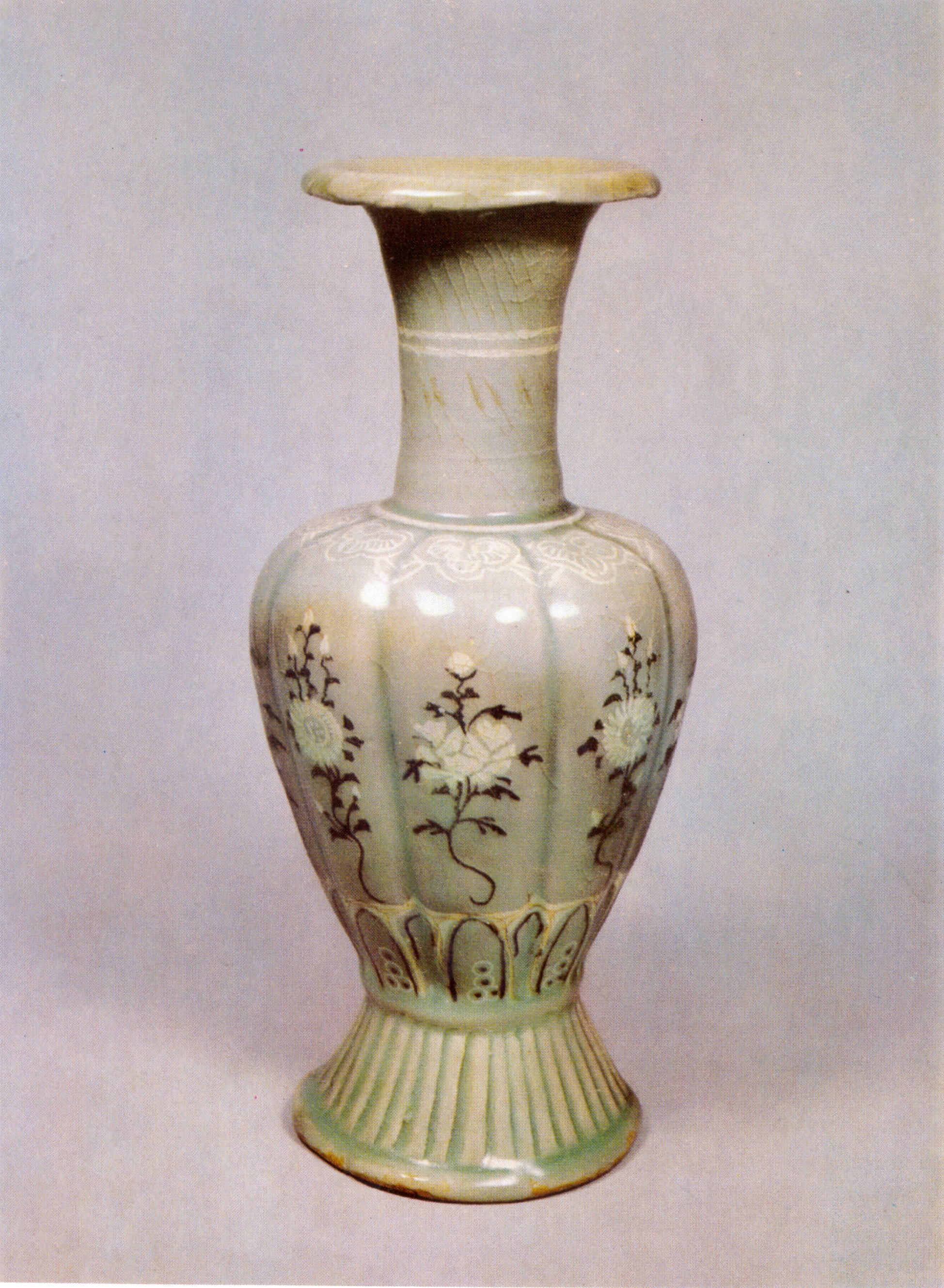
Ampolla celadon en forma de meló amb patró de peònia i crisantem incrustat, de Goryeo, al Museu Nacional de Corea